# Huang Xuechen
Huang Xuechen –en chino, 黄雪辰– (Shanghái, 25 de febrero de 1990) es una deportista China que compite en natación sincronizada.
Participó en cuatro Juegos Olímpicos de Verano entre los años 2008 y 2020, obteniendo siete medallas: bronce en Pekín 2008, plata y bronce en Londres 2012, dos platas en Río de Janeiro 2016 y dos platas en Tokio 2020. Ganó dieciocho medallas en el Campeonato Mundial de Natación entre los años 2009 y 2019.

## Palmarés internacional
| Juegos Olímpicos   | Juegos Olímpicos        | Juegos Olímpicos  | Juegos Olímpicos  |
| Año                | Lugar                   | Medalla           | Prueba            |
| ------------------ | ----------------------- | ----------------- | ----------------- |
| 2008               | Pekín (China)           | Medalla de bronce | Equipo            |
| 2012               | Londres (Reino Unido)   | Medalla de plata  | Equipo            |
| 2012               | Londres (Reino Unido)   | Medalla de bronce | Dúo               |
| 2016               | Río de Janeiro (Brasil) | Medalla de plata  | Dúo               |
| 2016               | Río de Janeiro (Brasil) | Medalla de plata  | Equipo            |
| 2020               | Tokio (Japón)           | Medalla de plata  | Dúo               |
| 2020               | Tokio (Japón)           | Medalla de plata  | Equipo            |
| Campeonato Mundial |                         |                   |                   |
| Año                | Lugar                   | Medalla           | Prueba            |
| 2009               | Roma (Italia)           | Medalla de plata  | Combinación libre |
| 2009               | Roma (Italia)           | Medalla de bronce | Equipo técnico    |
| 2009               | Roma (Italia)           | Medalla de bronce | Equipo libre      |
| 2011               | Shanghái (China)        | Medalla de plata  | Solo técnico      |
| 2011               | Shanghái (China)        | Medalla de plata  | Dúo técnico       |
| 2011               | Shanghái (China)        | Medalla de plata  | Equipo técnico    |
| 2011               | Shanghái (China)        | Medalla de plata  | Equipo libre      |
| 2011               | Shanghái (China)        | Medalla de plata  | Combinación libre |
| 2013               | Barcelona (España)      | Medalla de plata  | Solo técnico      |
| 2013               | Barcelona (España)      | Medalla de plata  | Solo libre        |
| 2015               | Kazán (Rusia)           | Medalla de plata  | Solo libre        |
| 2015               | Kazán (Rusia)           | Medalla de plata  | Dúo técnico       |
| 2015               | Kazán (Rusia)           | Medalla de plata  | Dúo libre         |
| 2015               | Kazán (Rusia)           | Medalla de plata  | Equipo técnico    |
| 2019               | Gwangju (Corea del Sur) | Medalla de plata  | Dúo técnico       |
| 2019               | Gwangju (Corea del Sur) | Medalla de plata  | Dúo libre         |
| 2019               | Gwangju (Corea del Sur) | Medalla de plata  | Equipo técnico    |
| 2019               | Gwangju (Corea del Sur) | Medalla de plata  | Equipo libre      |